# 조지아 서던 대학교–암스트롱 캠퍼스

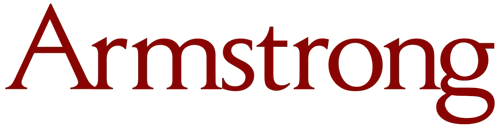

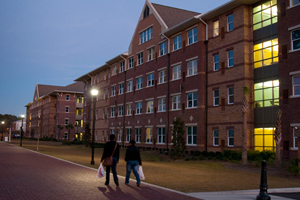

조지아 서던 대학교–암스트롱 캠퍼스(Georgia Southern University–Armstrong Campus, 구 명칭: 암스트롱 주립 대학교, Armstrong State University)는 공립 대학교인 조지아 서던 대학교의 3개 캠퍼스 중 하나이다. 미국 조지아주 서배너 남쪽 주거 지역에 있는 268에이커(1.08km2) 면적을 차지하는 이 학교는 2018년에 조지아 서던 대학교의 세 캠퍼스 중 하나가 되었다. 이 대학의 대표 캠퍼스는 스테이츠보로에 있으며 50마일(80km) 거리에 있다. 암스트롱 캠퍼스는 서바나 시내에서 약 15마일(24km), 티비 아일랜드에서 25마일(40km) 떨어져 있다. 암스트롱은 학부 및 대학원 학위를 제공한다. 총 학생 수는 약 5,000명이다.